# Champions Challenge za žene 2002. (hokej na travi)
1. natjecanje za Champions Challenge u hokeju na travi za žene se održalo 2002. godine. Predstavljao je drugi jakosni razred svjetskog reprezentativnog hokeja na travi.

## Mjesto i vrijeme održavanja
Održao se od 9. do 17. veljače 2002. u južnoafričkom gradu Johannesburgu. Susreti su se igrali na stadionu Randburgu. 
Izvorno se za domaćina bilo predvidilo indijski New Delhi i to u prosincu 2001., kao usporedno održavanja muškog i ženskog turnira, no ženski je turnir premješten u JAR u veljaču 2002. kao posljedica ondašnje regionalne međunarodne situacije.

## Natjecateljski sustav
Igralo se po jednostrukom ligaškom sustavu. Za pobjedu se dobivalo 3 boda, za neriješeno 1 bod, a za poraz nijedan bod. 
Nakon ligaškog dijela, igralo se za poredak. Prve i druge na ljestvici su doigravale za zlatno odličje, treće i četvrte za brončano odličje, a pete i šeste na ljestvici za 5. i 6. mjesto. 6. je ispadala u niži natjecateljski razred.
Pobjednica je stjecala pravo sudjelovati u višem natjecateljskom razredu, na Trofeju prvakinja iduće godine u Sydneyu, u Australiji.

## Sudionice
- JAR, domaćinke
- Engleska
- Indija
- Južna Koreja
- Rusija
- SAD

### Engleska
(1.) Anna Bennett, (2.) Jennie Bimson, (3.) Sarah Blanks, (4.) Kirsty Bowden, (6.) Melanie Clewlow (kapetanica), (7.) Helen Grant, (8.) Imogen Robertson, (9.) Leisa King, (10.) Denise Marston-Smith, (14.) Helen Richardson, (15.) Katy Roberts (vratarka), (16.) Hilary Rose (vratarka), (19.) Kate Walsh, (20.) Lisa Wooding, (21.) Lucilla Wright, (22.) Alex Danson, (26.) Frances Houslop, (27.) Isabel Palmer.

### Indija
(1.) Tingonleima Chanu (kapetanica), (2.) Amandeep Kaur, (3.) Suman Bala, (4.) Suraj Lata Devi, (5.) Sita Gussain, (6.) Sumrai Tete, (7.) Nidhi Mukesh Kumar, (8.) Surinder Kaur, (9.) Pritam Rani Siwach, (10.) Mamta Kharab, (11.) Jyoti Sunita Kullu, (12.) Helen Mary (vratarka), (13.) Pushpa Pradhan, (14.) Masira Surin, (16.) Agnecia Lugun, (18.) Ngasepam Pakpi Devi, (22.) Shahina Kispotta, (26.) Sanggai Chanu.

### Rusija
(1.) Oksana Bojko (vratarka), (2.) Natalija Kravčenko, (3.) Tatjana Timonjina, (4.) Natalija Veršinina, (5.) Tatjana Sosnihina, (6.) Olga Veljmatkina, (7.) Galina Timšina, (8.) Olga Nikolajeva, (9.) Tatjana Vasjukova (kapetanica), (10.) Elena Polovkova, (11.) Galina Basajčuk, (12.) Ekaterina Rastorgujeva, (15.) Svetlana Grigoreva, (16.) Irina Piskunova, (17.) Irina Sviridova, (18.) Tatjana Judovskaja, (28.) Galina Terentjeva (vratarka).

### JAR
(1.) Caroline Birt (vratarka), (2. ) Inke van Wyk, (3.) Marissa Alves, (4.) Jacqui Benkenstein, (5.) Carina van Zyl, (7.) Candice Forword, (8.) Marsha Marescia, (9.) Linda van Breda, (10.) Johke Koornhof, (11.) Sophie Mayer, (12.) Lindsey Carlisle (kapetanica), (14.) Kerry Bee, (15.) Pietie Coetzee, (16.) Jenny Wilson, (21.) Julia Henry, (22.) Luntu Ntloko, (31.) Susan Wessels.

### Južna Koreja
(1.) Park Yong-Sook (vratarka), (2.) Kim Yun, (4.) Yoo Hee-Joo, (5.) Lee Soen-Ok, (6.) Ki Sook-Hyun, (7.) Kim Eun-Jin, (8.) Lee Mi-Seong, (9.) Oh Ko-Woon, (10.) Han Yu-Kyung, (11.) Kim Seong-Eun, (12.) Kim Jin-Kyoyng, (13.) Jo Jin-Ju, (14.) Kim Gyeong, (15.) Kim Seo-Hee, (16.) Lim Ju-Young (vratarka), (17.) Kim Hyun-Ae, (18.) Park Jeong-Sook, (20.) Lee Eun-Young (kapetanica).

### SAD
(1.) Tamika Smith, (2.) Kimberly Miller, (3.) Kristen McCann, (4.) Margaret Storrar (vratarka), (5.) Tara Jelley, (6.) Melanie Meerschwam, (7.) Tracey Larson, (9.) Tracey Fuchs (kapetanica), (10.) Antoinette Lucas, (11.) Katherine Kauffman, (13.) Keli Smith, (14.) Carla Tagliente, (15.) Jill Reeve, (17.) Carrie Lingo, (21.) Natalie Dawson, (22.) Kate Barber,  (23.) Jill Dedman (vratarka).

## Rezultati prvog dijela natjecanja
```
subota, 9. veljače 2002.
 
 * Engleska - Indija              3:3 
 * Rusija - Južna Koreja          1:3 
 * JAR - SAD                      2:2 
```

```
nedjelja, 10. veljače 2002.
 
 * Engleska - Južna Koreja        1:0 
 * JAR - Indija                   0:1 
 * Rusija - SAD                   1:2 
```

```
utorak, 12. veljače 2002.
 
 * Indija - SAD                   1:1 
 * Engleska - Rusija              2:1 
 * JAR - Južna Koreja             2:3 
```

```
srijeda, 13. veljače 2002.
 
 * Engleska - SAD                 2:0 
 * Indija - Južna Koreja          2:3 
 * JAR - Rusija                   8:2 
```

```
petak, 15. veljače 2002.
 
 * Rusija - Indija                2:3 
 * SAD - Južna Koreja             0:1 
 * Engleska - JAR                 0:3 
```

### Poredak nakon prvog dijela natjecanja
```
 1. 
 Južna Koreja      5      4     0     1     (10: 6)      
12

 2. 
 Engleska          5      3     1     1     ( 8: 7)      
10

 
 3. 
 Indija            5      2     2     1     (10: 9)      
 8

 
 4. 
 JAR               5      2     1     2     (15: 8)      
 7

 
 5. 
 SAD               5      1     2     2     ( 5: 7)      
 5

 
 6. 
 Rusija            5      0     0     5     ( 7:18)       
0
```

## Doigravanje
Susreti doigravanja su se igrali 17. veljače 2002.
- za 5. mjesto
- SAD -  Rusija 1:0 (produžetci)

- za brončano odličje
- JAR -  Indija 0:1

- za zlatno odličje
- Južna Koreja -  Engleska 1:2

## Završni poredak
| Mj. | Momčad       |
| --- | ------------ |
| 1.  | Engleska     |
| 2.  | Južna Koreja |
| 3.  | Indija       |
| 4.  | JAR          |
| 5.  | SAD          |
| 6.  | Rusija       |

| Pobjednice Champions Challengea |
| ------------------------------- |
| Engleska Prvi naslov            |

## Najbolje sudionice
- najbolji strijelci

```
1. 
 
Jyoti Sunita Kullu
 - 5 pogodaka
2. 
 
Susan Wessels
 - 4 pogotka
3. 
 
Melanie Clewlow
 - 3 pogotka
   
 
Pietie Coetzee
 
   
 
Eun Young Lee
 
   
 
Soen Ok Lee
 
   
 
Jen Wilson
```

## Vanjski izvori
- (engl.) Izvješća sa susreta  Arhivirana inačica izvorne stranice od 28. rujna 2007. (Wayback Machine)